# Norderhov
Norderhov is een voormalige gemeente en plaats in de Noorse gemeente Ringerike, provincie Buskerud. Norderhov telt 362 inwoners (2007) en heeft een oppervlakte van 0,39 km².

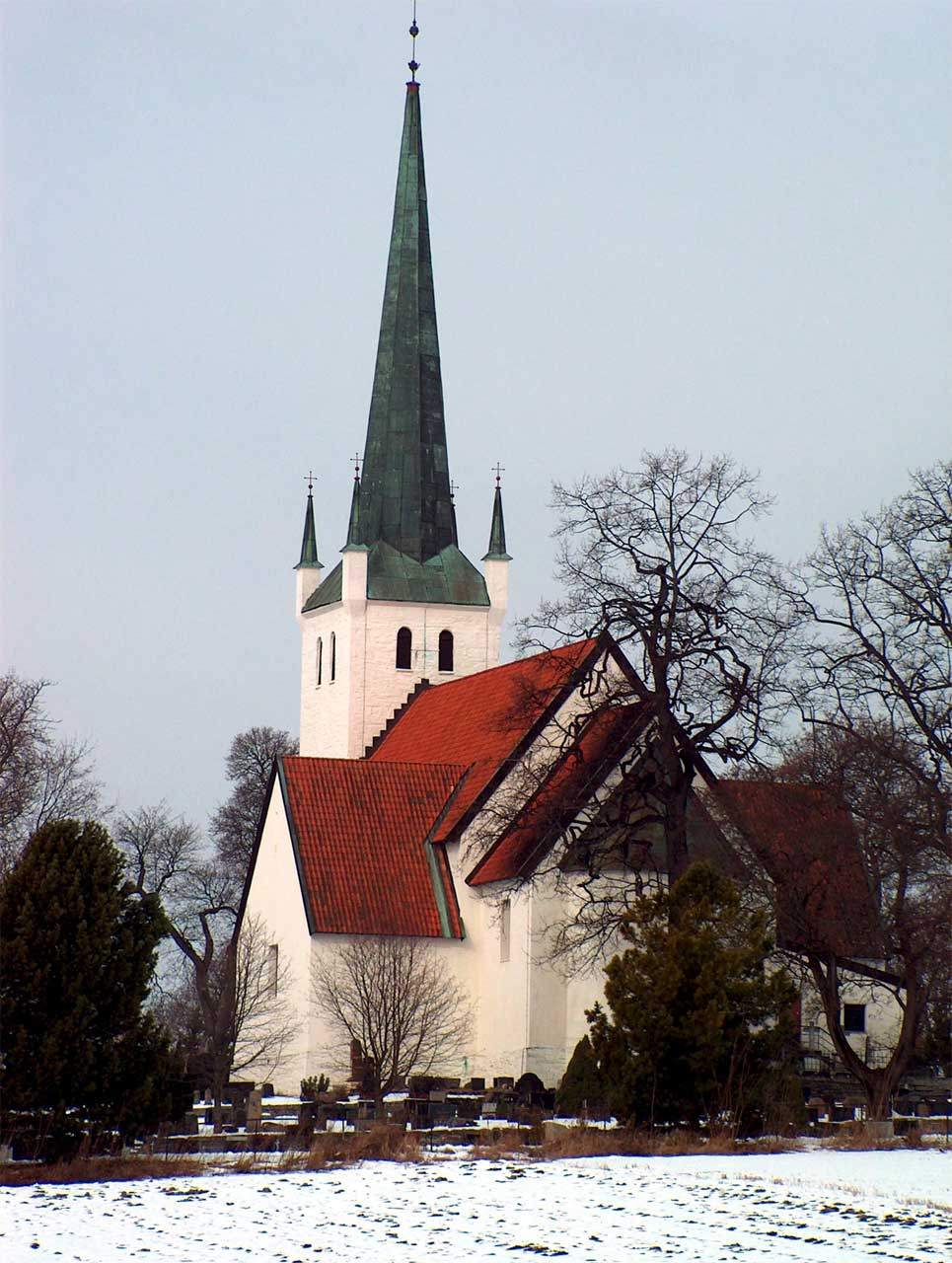
Kerk van Norderhov

Norderhov bestaat nog als parochie binnen de Noorse kerk, een parochie die ook de plaats Hønefoss omvatte. De parochiekerk dateert uit de twaalfde eeuw. Het gebouw is opgetrokken uit natuursteen uit de directe omgeving. 
Het dorp en de kerk zijn bekend door de slag bij Norderhov in 1716  tijdens de Grote Noordse Oorlog. Volgens de overlevering won Denemarken-Noorwegen hier de slag van de Zweden door een list van Anna Collbjørnsdatter, de echtgenote van de lokale dominee. Zij ontving een deel van de Zweedse troepen en tracteerde hen op brandewijn. Eenmaal in de olie zou zij de Deense troepen hebben gewaarschuwd die vervolgens korte metten maakten met de vijand. 